# 3-дюймовый пехотный миномёт

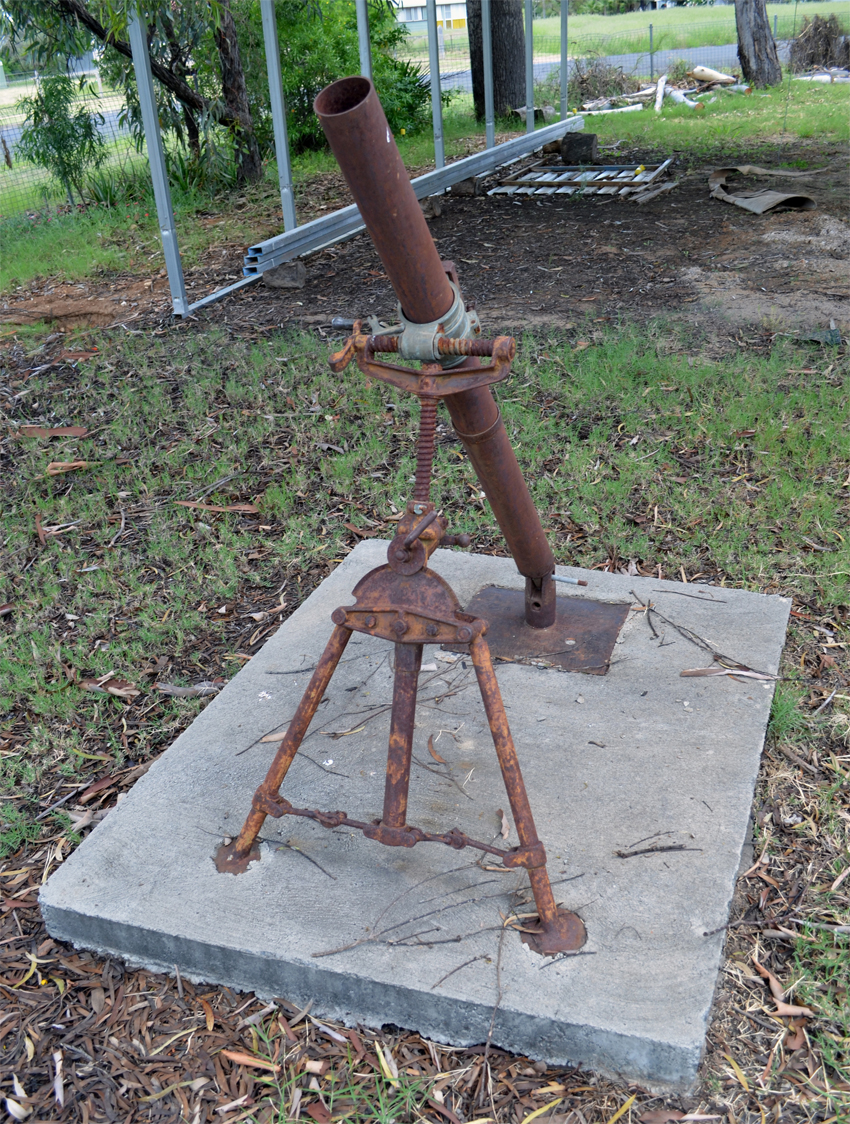

3-дюймовый пехотный миномет (англ. Ordnance ML 3 inch mortar) — английский 81-мм миномёт. Принят на вооружение после Первой мировой войны.

## История
В конце 1920-х годов для поддержки английской пехоты на поле боя потребовалось создать легкое артиллерийское орудие. Первоначально предполагалось, что это будет батальонная пушка, но затем решили ограничиться более легким и дешёвым минометом. В результате появился 3-дюймовый пехотный миномет, сконструированный на основе широко известной модели Стокса.
Мина Стокса представляла собой чугунную конструкцию цилиндрической формы диаметром 3 дюйма, заполненную взрывчаткой или отравляющими веществами. Однако диаметр крышек в передней и задней части цилиндра составляет около 81 мм. Несоответствие между настоящим калибром миномёта и его обозначением является конфузом и также имело место в стандартном «3-дюймовом» британском миномёте конструкции Стокса, принятом на вооружение после Первой мировой войны. Он также имел диаметр в 81 мм, что позволило британцам использовать трофейные итальянские мины, захваченные в Северной Африке во время Второй мировой войны.
Миномет мог поражать живую силу противника даже в окопах и укрытиях, но опыт Второй Мировой войны показал, что по дальности стрельбы британские минометы значительно уступают немецким 8,1-см минометам образца 1934 года, стрелявшим на дистанцию 2400 метров. После этого англичане разработали для своего миномета новый, более прочный ствол, а также приняли на вооружение кумулятивную мину и добились дальности стрельбы в 2560 метров. Но пока проводились эксперименты и новые миномёты добрались до фронта, британские войска использовали французские, трофейные немецкие и итальянские минометы, особенно в Северной Африке, поскольку британские мины к ним подходили. Ещё одним недостатком британского миномёта была большая дальность минимального выстрела — мину нельзя было положить ближе чем на 114 м (125 ярдов), а немецкий миномёт мог вести огонь даже на 60 метров, что являлось полезной особенностью в ближнем бою. В итоге получился миномет Mark 2, который оставался на вооружении британской армии вплоть до 1960-х годов, после чего был заменен 81-мм минометом L16.

## ТТХ
- Калибр: 81,2 мм
- Калибр номинальный, дюйм: 3
- Вес в боевом положении, кг: 50,8 (Mark II), 57,2 (Mark IILR)
- Длина ствола, мм: 1370
- Угол ГН, град: 11
- Угол ВН, град: +45; +80
- Начальная скорость снаряда, м/с: 198
- Макс. дальность стрельбы, м: 1460 (Mark II), 2560 (Mark IILR)
- Мин. дальность стрельбы, м: 114
- Масса мины, кг: 4,53 (Mark II), н/д (Mark IILR)

## Оценка
|                                    | ML 3 inch Mark II   | 8-cm s.G.W.34       | Тип 92              | БМ-37                                     | 81-мм «Брандт»      | 81-мм миномёт M1                     |
| ---------------------------------- | ------------------- | ------------------- | ------------------- | ----------------------------------------- | ------------------- | ------------------------------------ |
| Страна                             | Великобритания      | Нацистская Германия | Япония              | Союз Советских Социалистических Республик | /                   | Соединённые Штаты Америки            |
| Назначение и тип                   | Батальонный миномёт | Батальонный миномёт | Батальонная гаубица | Батальонный миномёт                       | Батальонный миномёт | Батальонный миномёт                  |
| Калибр, мм/длина ствола, клб       | 81,2/16             | 81,4/14             | 70/10,3             | 82/14,8                                   | 81,4/14,6           | 81,4/14,3                            |
| Масса в боевом положении, кг       | 50,8                | 57                  | 212                 | 56                                        | 61,7                | 61,7                                 |
| Максимальная дальность стрельбы, м | 1460                | 2400                | 2788                | 3040                                      | 2850(FA Mle1932)    | 3010(M43) 2064(M45)                  |
| Минимальная дальность стрельбы, м  | 114                 | 60                  | >100                | 100                                       | 100                 | 183 (M43A1 Light)                    |
| Максимальный угол ВН, °            | 80                  | 87                  | 75                  | 85                                        | 85                  | 80                                   |
| Угол горизонтального наведения, °  | 11                  | 15                  | 45                  | 6                                         | 8                   | 8                                    |
| Масса осколочно-фугасной мины, кг  | 4,53                | 3,5                 | 3,76                | 3,31                                      | 3,34(FA Mle1932)    | 3,11(M43A1 Light) 4,82 (M45B1 Heavy) |

## Находился на вооружении
- Великобритания
- Австралия
- Канада
- Индия
- Ирландия
- Люксембург
- Новая Зеландия
- Филиппины
- Польша
- Италия (1944—1946)

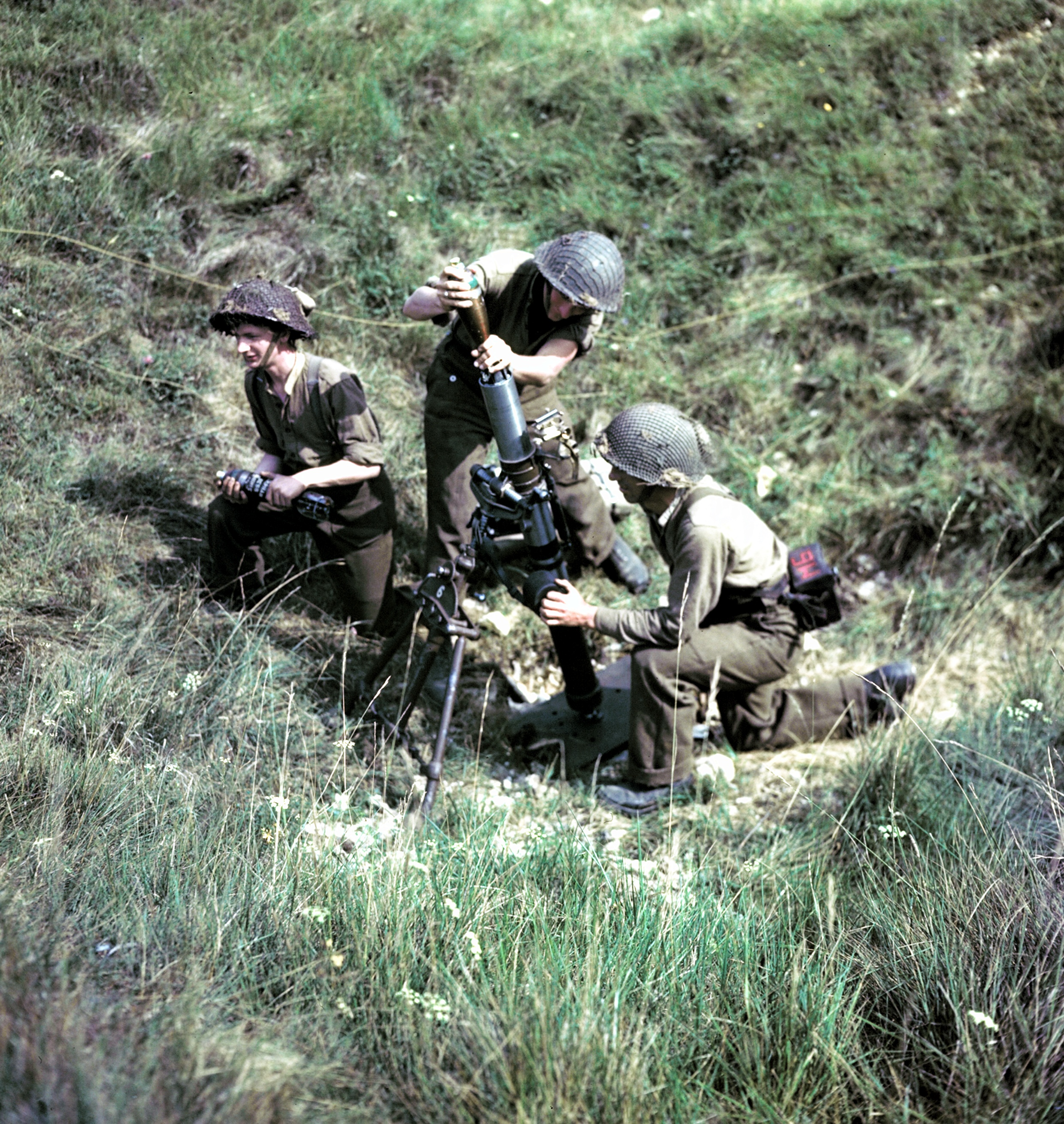

- Япония - трофейные миномёты использовались подразделениями японской армии[2].

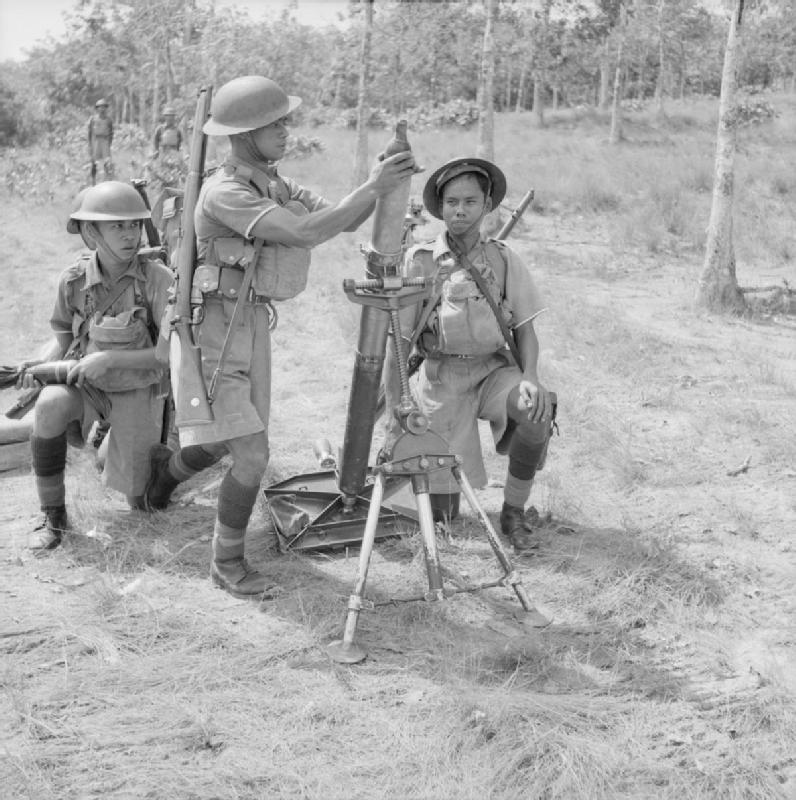